# Mithras (bướm)
Mithras là một chi bướm ngày thuộc họ Lycaenidae.

## Hình ảnh

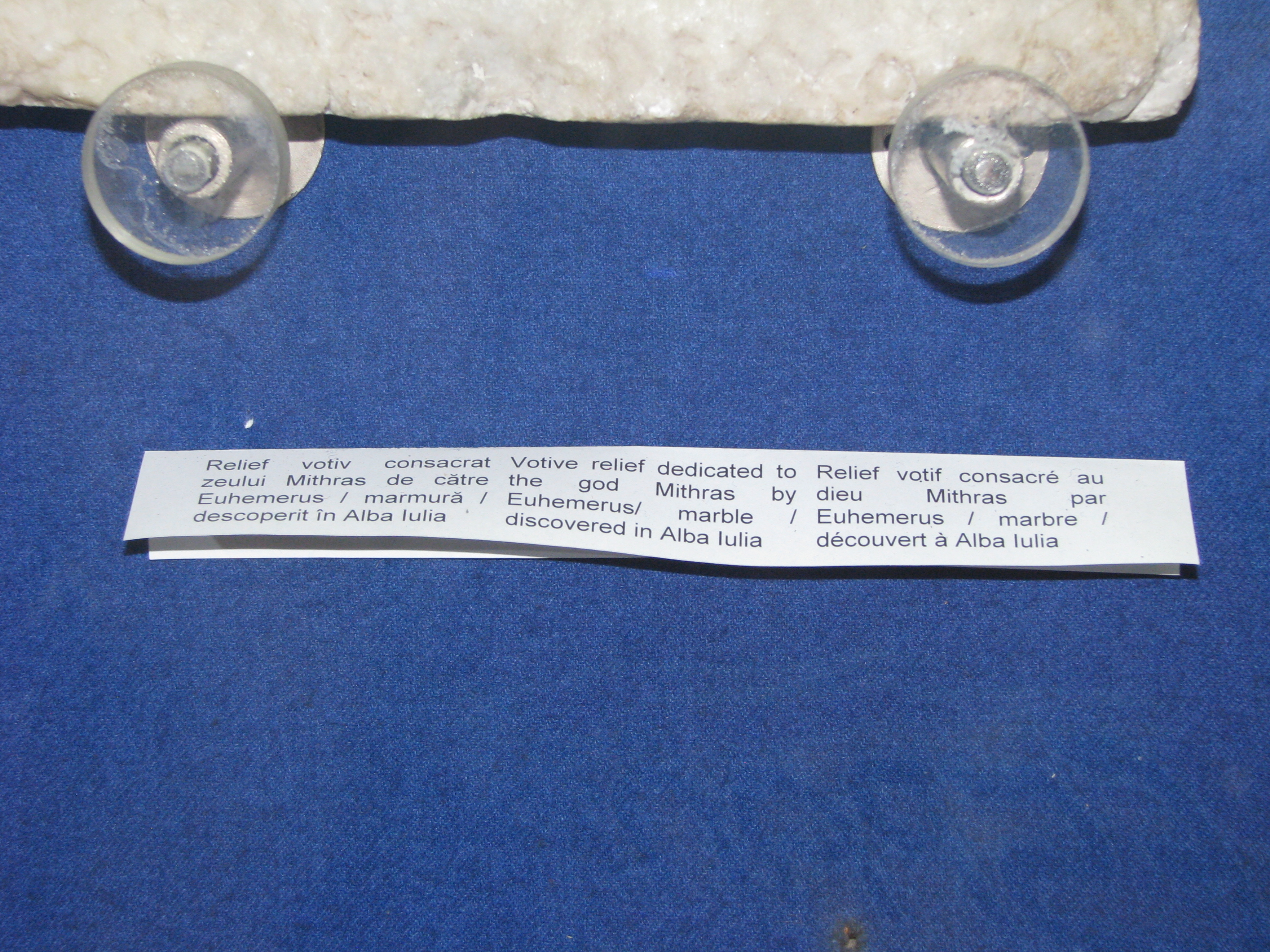
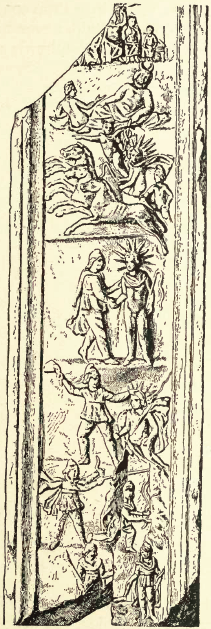
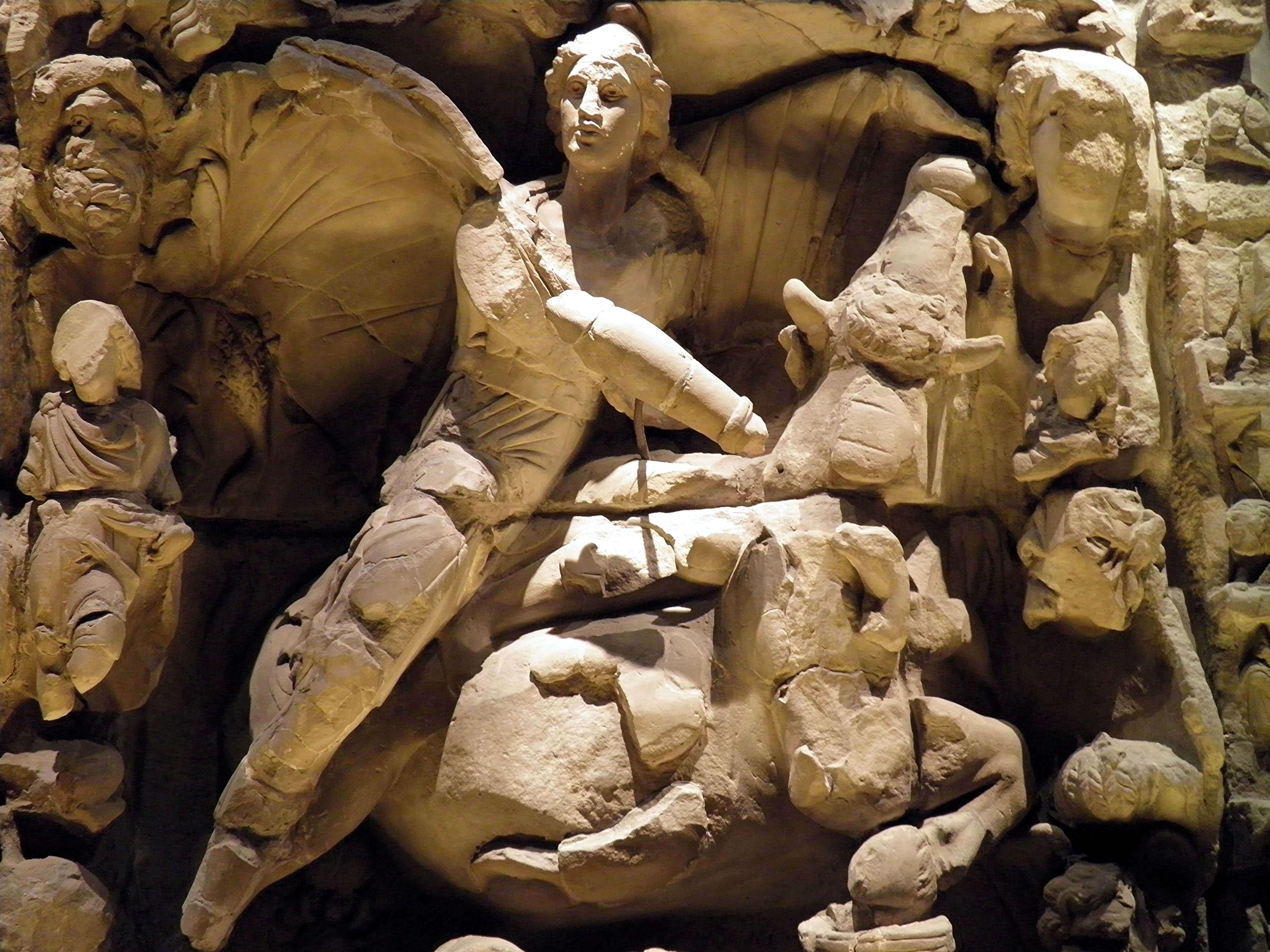
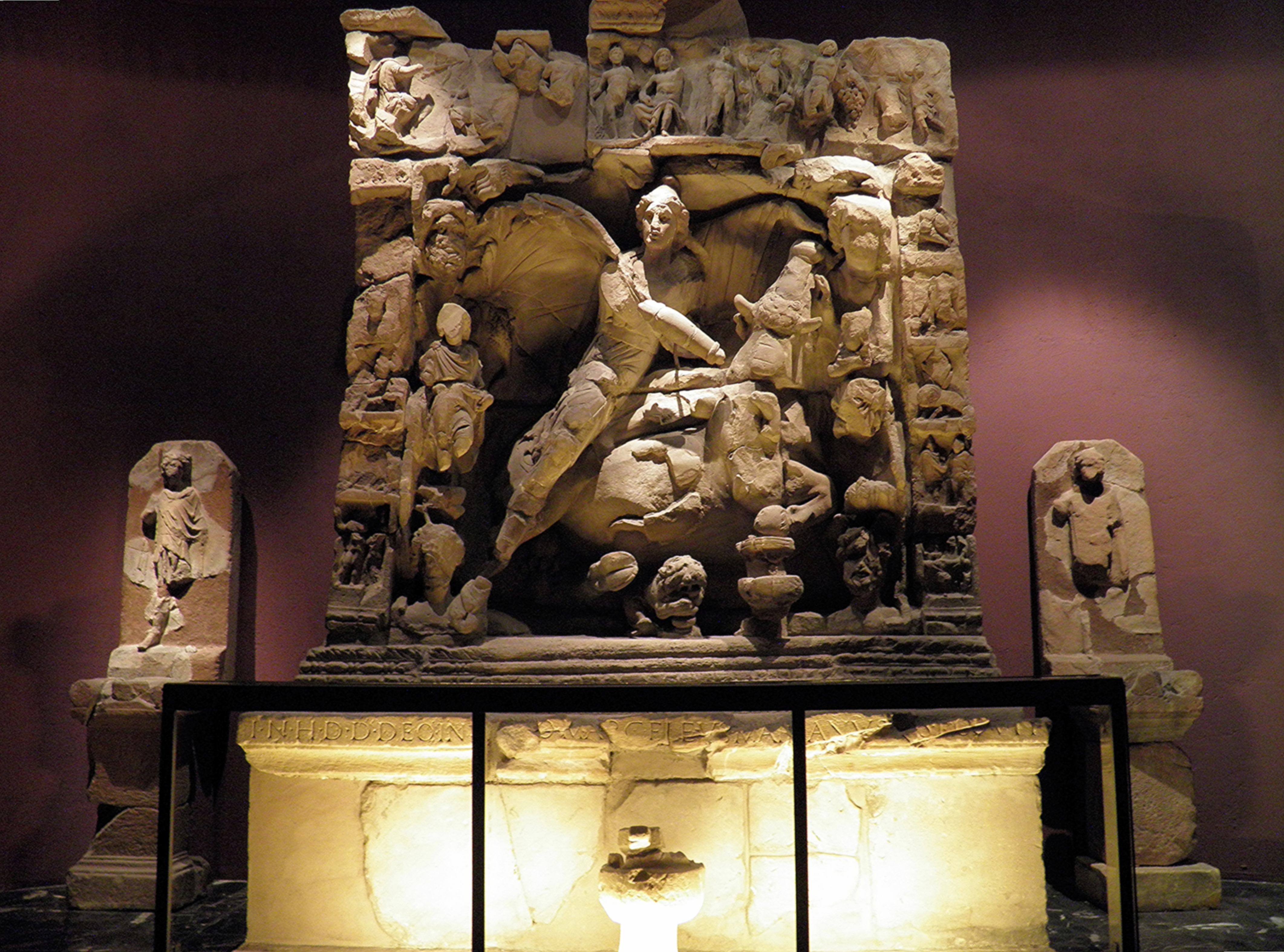